# Phoenix (Both)
Phoenix is een kunstwerk in Amsterdam Nieuw-West.
Het is een mozaïek dat aan de noordelijke zijgevel is gezet van de flat Burgemeester Cramergracht 1-98. Het mozaïek werd ontworpen door kunstenaar Raymond Both en geplaatst op een flat ontworpen door architect Piet Zanstra. Het mozaïek stelt een feniks voor, een mythologisch fabeldier dat volgens de Griekse mythologie sterft, verbrandt en vervolgens uit zijn eigen as herrijst. Volgens Kunstwacht Amsterdam, beheerder van kunst in de open ruimte binnen de gemeente Amsterdam zou het staan voor het hergebruik van bodemmateriaal uit de Sloterplas, dat werd gebruikt voor de herinrichting van de wijk rondom de gracht. Het kunstwerk was een geschenk van diezelfde gemeente voor plaatsing aan de gevel van wat toen een van de eerste twee moderne galerijflats waren. De andere flat, ook van Zanstra, staat direct ten noorden van de flat waarop het mozaïek geplaatst is, alleen gescheiden door de Burgemeester Röellstraat.    
Het mozaïek is uitgevoerd in grestegels in de kleuren rood, blauw, zwart en wit.

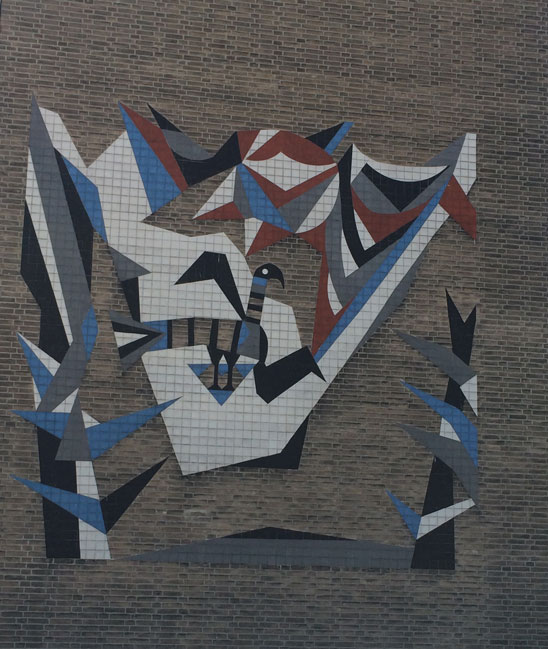
Phoenix van nabij (2011)